# Adriatica Ionica Race
Adriatica Ionica Race – wieloetapowy wyścig kolarski rozgrywany od 2018 we Włoszech.
Pierwsza edycja wyścigu odbyła się w 2018. Od początku istnienia należy do cyklu UCI Europe Tour z kategorią 2.1. Jego trasa przebiega na terenach wzdłuż Morza Adriatyckiego i Morza Jońskiego.
Wyścig organizowany jest przez ASD Sport Union, powołaną w 2016 przez Moreno Argentina.

## Zwycięzcy
Opracowano na podstawie:
| Rok  | Pierwsze          | Drugie             | Trzecie        |          |
| ---- | ----------------- | ------------------ | -------------- | -------- |
| 2018 | Iván Sosa         | Giulio Ciccone     | Ildar Arsłanow |          |
| 2019 | Mark Padun        | Ben Hermans        | James Knox     |          |
| 2020 | odwołany          | odwołany           | odwołany       | odwołany |
| 2021 | Lorenzo Fortunato | Merhawi Kudus      | Wadim Pronski  |          |
| 2022 | Filippo Zana      | Natnael Tesfatsion | Wadim Pronski  |          |
| 2023 | odwołany          | odwołany           | odwołany       | odwołany |
| 2024 | odwołany          | odwołany           | odwołany       | odwołany |